# Marius Gourdault
Ne doit pas être confondu avec Pierre Gourdault.
Pour les articles homonymes, voir Gourdault.
Marius Gourdault, né le 29 août 1859 dans la ville de Châtellerault située dans le département de la Vienne et mort le 13 avril 1935 dans la ville de Vanves (actuellement dans les Hauts-de-Seine), est un peintre impressionniste français.

## Biographie
Il a vécu à Châtellerault, au Havre puis à Paris. En 1873, âgé alors de 14 ans il fait ses études au lycée Lavoisier, ou il est bon élève. Durant l'année 1877, il est employé aux ponts et chaussées comme dessinateur.On le retrouve en 1881, attaché aux plans et travaux de Paris. De 1891 à 1904, il gravit tous les échelons pour finir dessinateur Principal et Officier d'Académie. Il participe à l'exposition Universelle de 1900. On le propose pour les Palmes Académiques.
A Doëlan, il séjourne chez la famille Merer, une maison située au n°4 rue du Pont-Du, ses hôtes deviennent ses amis qu'il retrouve chaque année pendant plusieurs mois, et avec lesquels il noue des relations presque familiales.
Il pose son chevalet aux alentours de Doëlan dans La Vallée du Sénéchal , au Pouldu, sur les bords de la Laïta ou sur les bords de la rivière de l'Aven.
Marius travailla toujours « sur le motif » en plein-air, pour cette raison ses tableaux sont généralement de taille moyenne.
Avec l’aide et les encouragements de son professeur Paul Saïn, Il exposa pour la première fois, alors âgé de 21 ans, au Salon de peinture et de sculpture du Palais des Champs-Élysées  de 1880, Crépuscule, une  huile sur toile  de 46 cm x  32 cm sous le numéro d'inventaire 1669. (Erreur sur le catalogue d’exposition, Il s’agit en fait d’un format 46 cm x 33 cm, P8.). La critique de Théodore Véron de l'institut universel des sciences, des lettres et des arts en 1880 pour cette petite étude est très favorable.
Le 19 juillet 1885, il expose au musée de Versailles lors de la 32e édition, sous le numéro d'inventaire 185, une huile sur toile Dans le bois de Clamart.
Ami d'Henry Moret, de Jacinthe Pozier, de Jules Leray, de Vital Lacaze, de Paul Saïn ... Marius Gourdault passait ses vacances à Doélan. Il rencontra Moret au Salon des artistes français de 1880 et ils devinrent bons amis.Les deux Hommes se ressemblent, ils ont en commun le même désintéressement, la même gentillesse empreinte de discrétion et de modestie. Marius Gourdault entra au Ministère des Travaux publics en qualité de professeur de dessin à l'École nationale des ponts et chaussées rue des Saints Pères à Paris. Il travaillait notamment aux services des cartes et plans et des statistiques graphique. D’origine modeste et fuyant la vie de bohème que menaient alors ses amis, cet emploi lui procure une situation stable aux revenus réguliers. Son amitié avec Jacinthe Pozier (1844-1915) peintre impressionniste proche de Camille Pissarro date de cette époque , il eut une grande influence sur le travail de Marius.
En 1883 il épouse Marie Vitrac (1860- ?), institutrice dans le primaire au lycée Michelet de Vanves. De leur union naîtra le 23 mars 1884, Maurice, malheureusement 13 jours après le décès du père de Marius (Eugène Gourdault 1830-1884, chef armurier de 1re classe, décoré de la Légion d’honneur le 12 juillet 1880) survenu le 10 mars qui ne connaîtra donc pas son petit-fils.
Henry Moret lui offre plusieurs de ses tableaux et en juillet 1890 alors de passage à Pont-Aven, Gourdault fait la connaissance de Maxime Maufra.L'année suivante au Pouldu il rencontre Paul Gauguin. Les couleurs de sa peinture avec le temps, se font de plus en plus fraîche et lumineuses.
Marius Gourdault prit sa retraite en 1921 et décéda à l'âge de 75 ans le 13 avril 1935. Il demeurait au 26 rue Raspail à Vanves, non loin de la forêt de Meudon et des bords de Seine si souvent représentés  dans ses tableaux.
Il laisse une œuvre encore aujourd’hui méconnue et très mal répertoriée. C'est étonnant au vu de sa présence précoce à Doëlan à partir de l’été 1879, de la qualité de ses toiles et de sa proximité avec son ami Henry Moret. (Erreurs sur le Benezit, deux tableaux au profit de Pierre Gourdault), les mauvaises attributions ,(30 résultats de ventes aux enchères au total, toujours au profit de Pierre Gourdault) ont été constatées, signalées et modifiées sur le site Artprice le 11 septembre 2017. Une exposition lui a été consacrée au Pouldu en 1993 par l’association des amis de Marie Henry.Le musée de Pont-Aven possède une œuvre de Marius Gourdault, le tableau n’est pas présenté dans la collection permanente. (Réserve)

## Galerie Photos

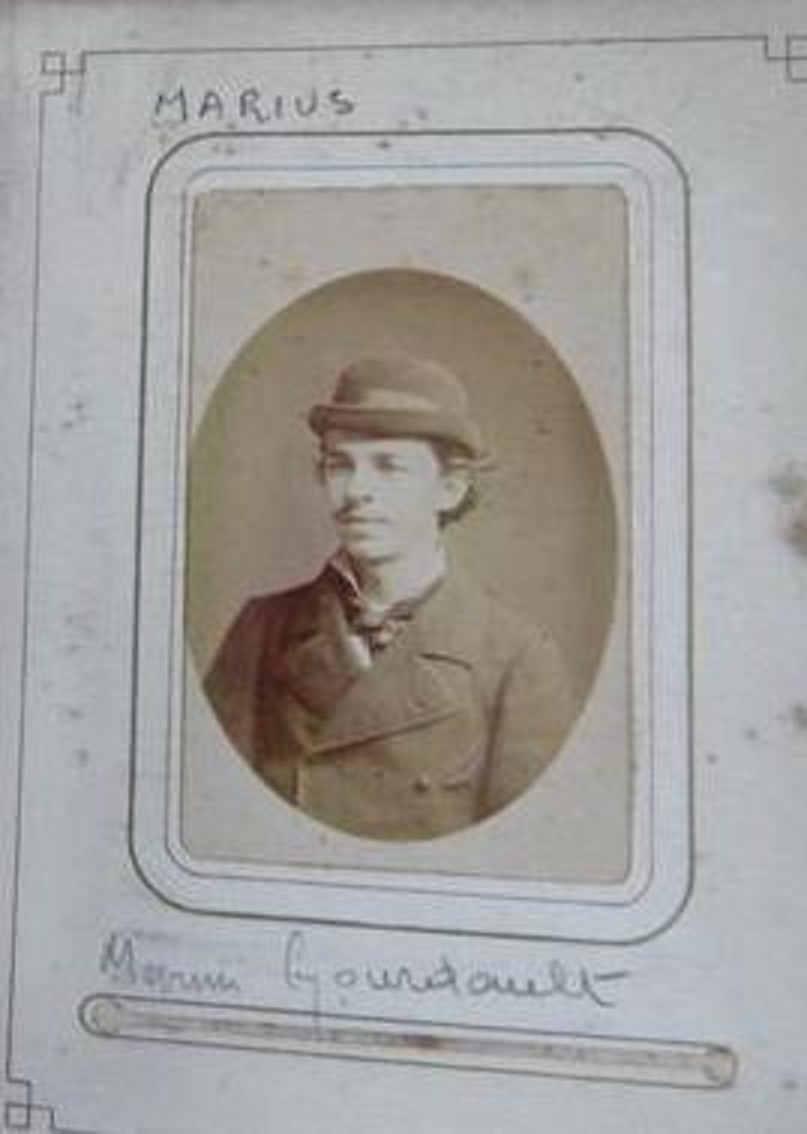
Peintre impressionniste Marius Gourdault
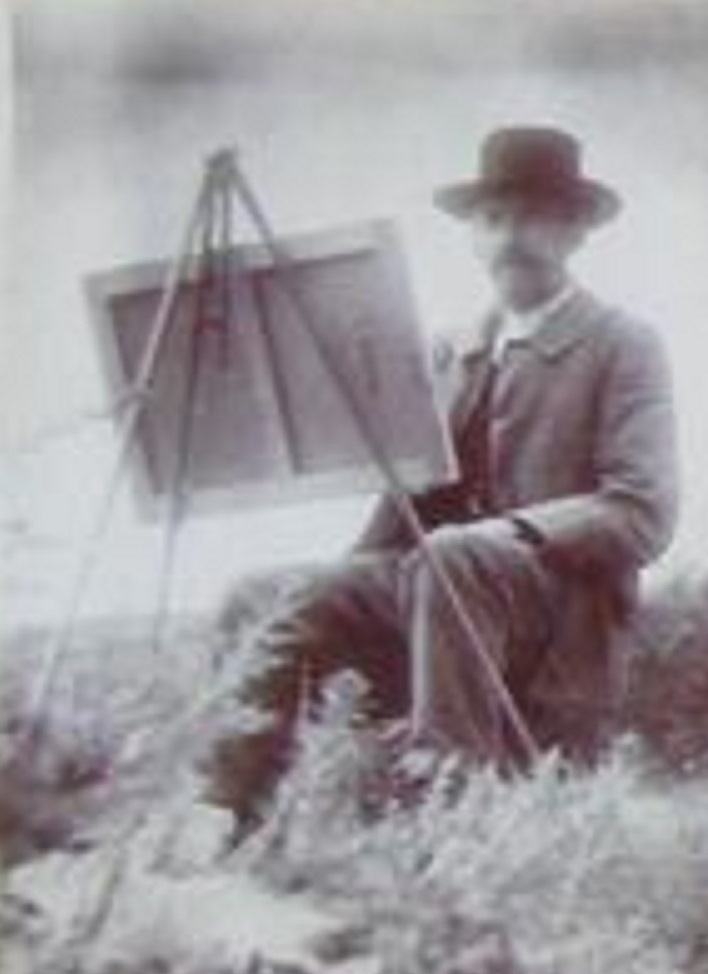
Peintre impressionniste Marius Gourdault
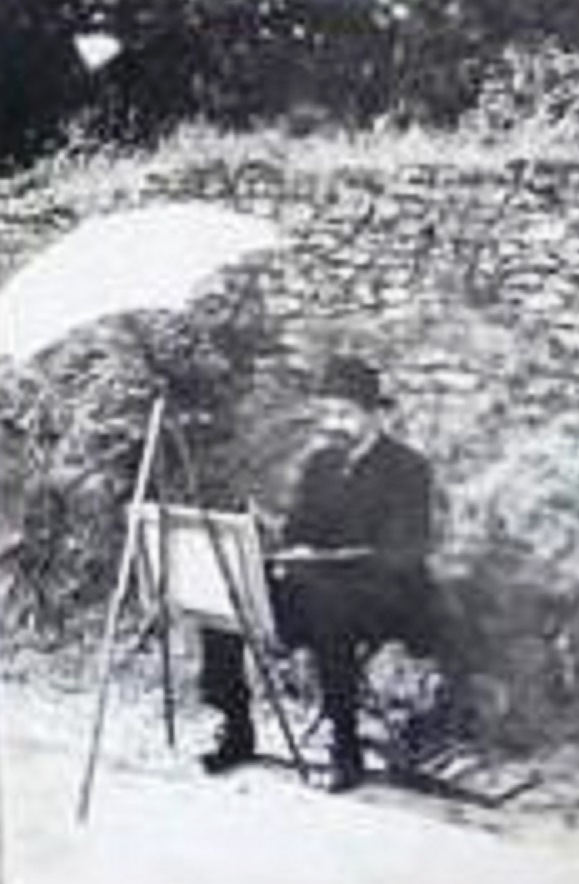
Peintre impressionniste Marius Gourdault
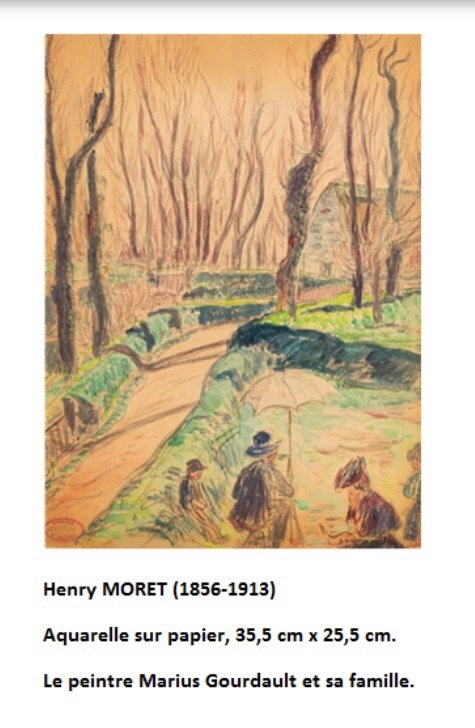
Henry Moret, Aquarelle sur papier 35.5 cm x 25.5 cm représentant Marius Gourdault et sa famille.

## Galerie Peintures

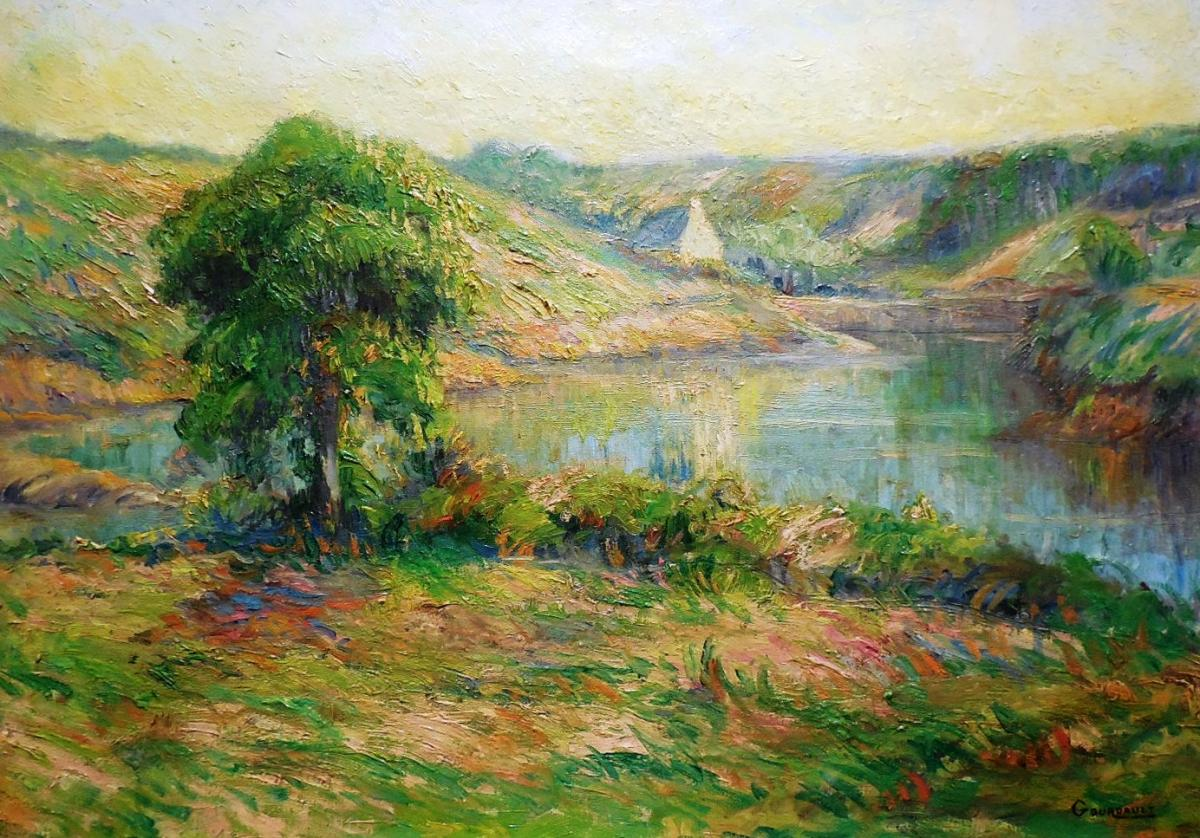
Crépuscule, Estuaire du Belon vers 1880, huile sur toile signée en bas gauche (33 x 46 cm).
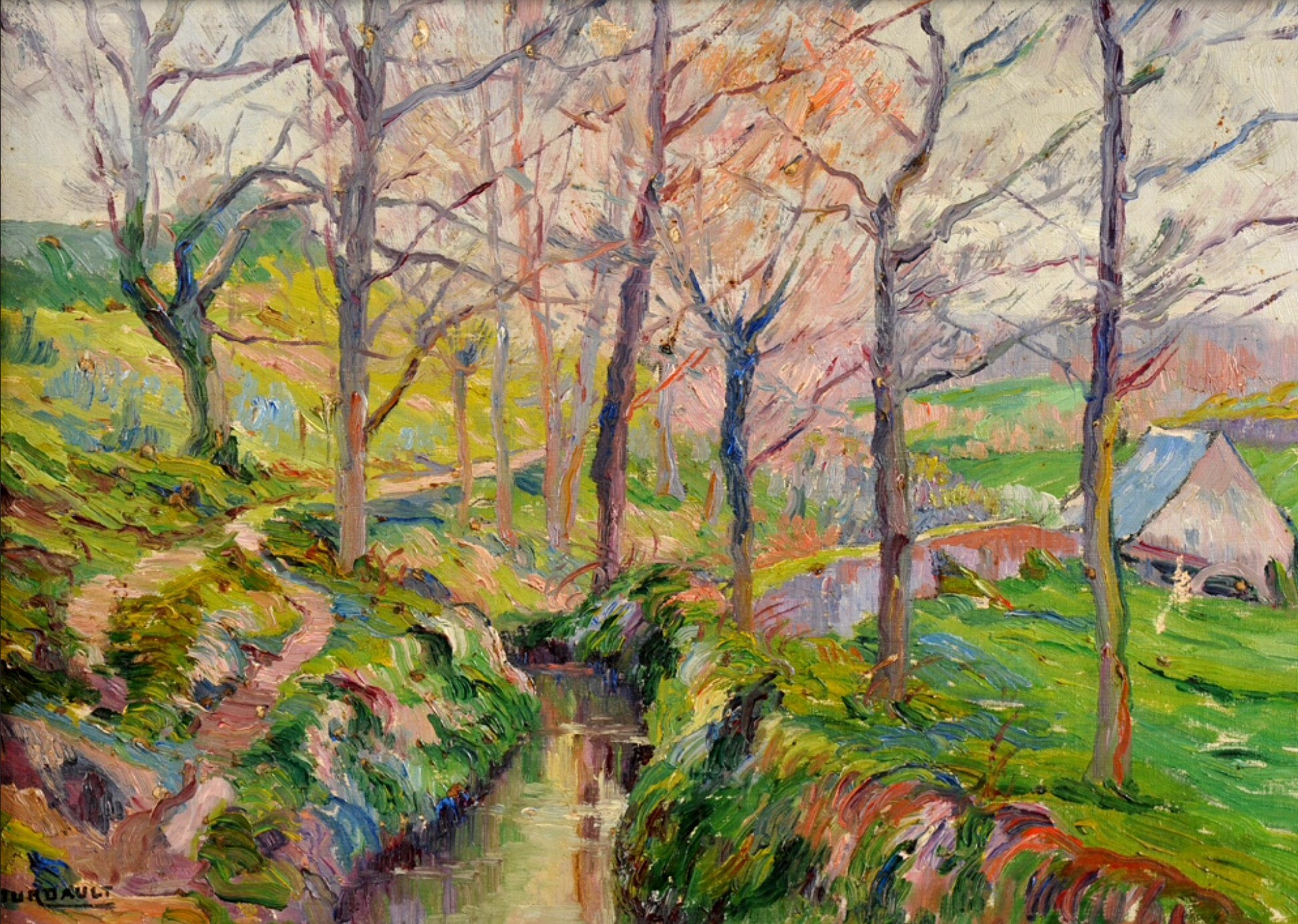
Le moulin à Clohars-Carnoët, huile sur toile signée en bas à gauche (46 x33 cm).
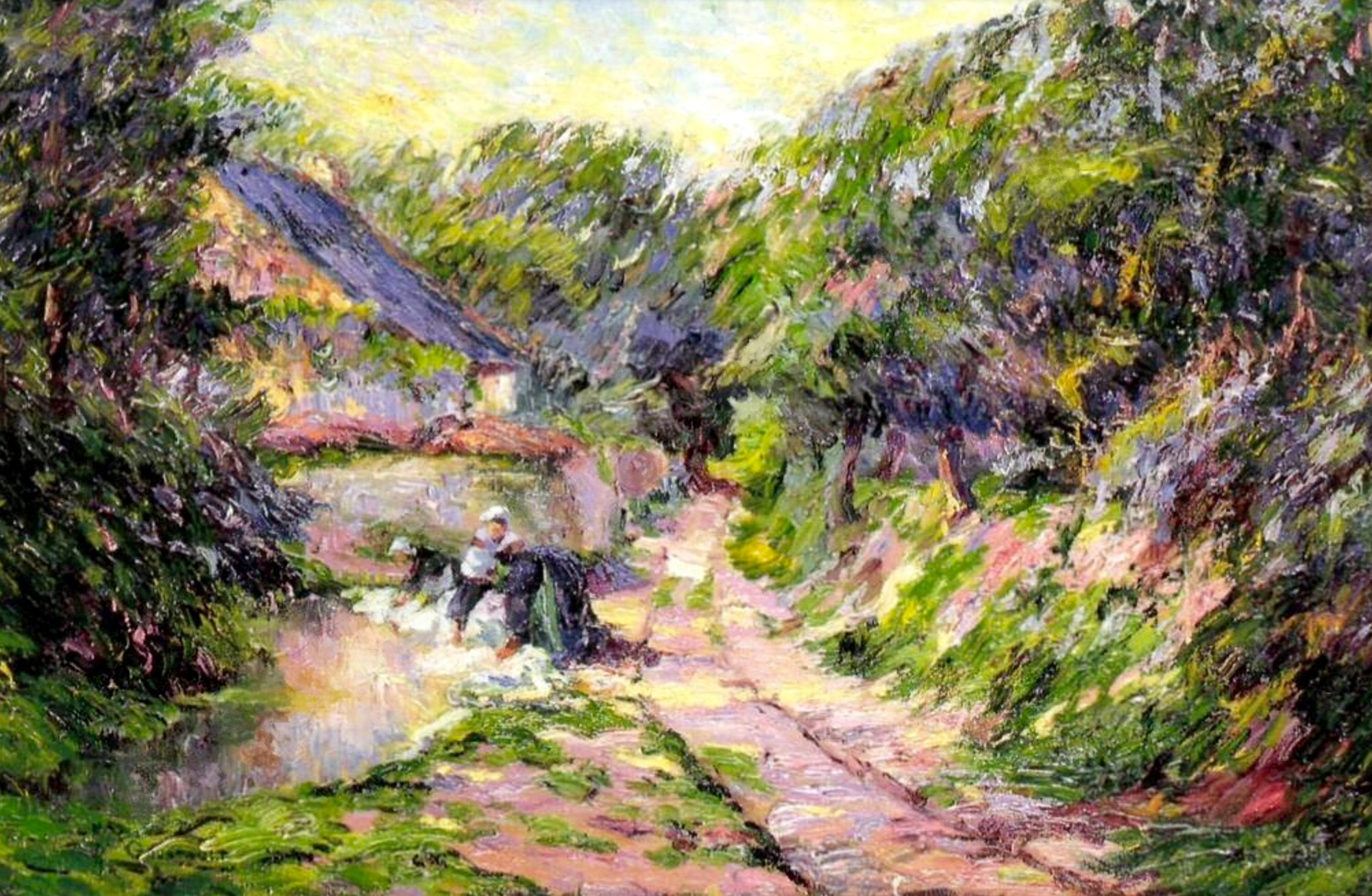
Femmes au lavoir à Clohars-Carnoët, huile sur toile signée en bas gauche (33 x 46 cm).
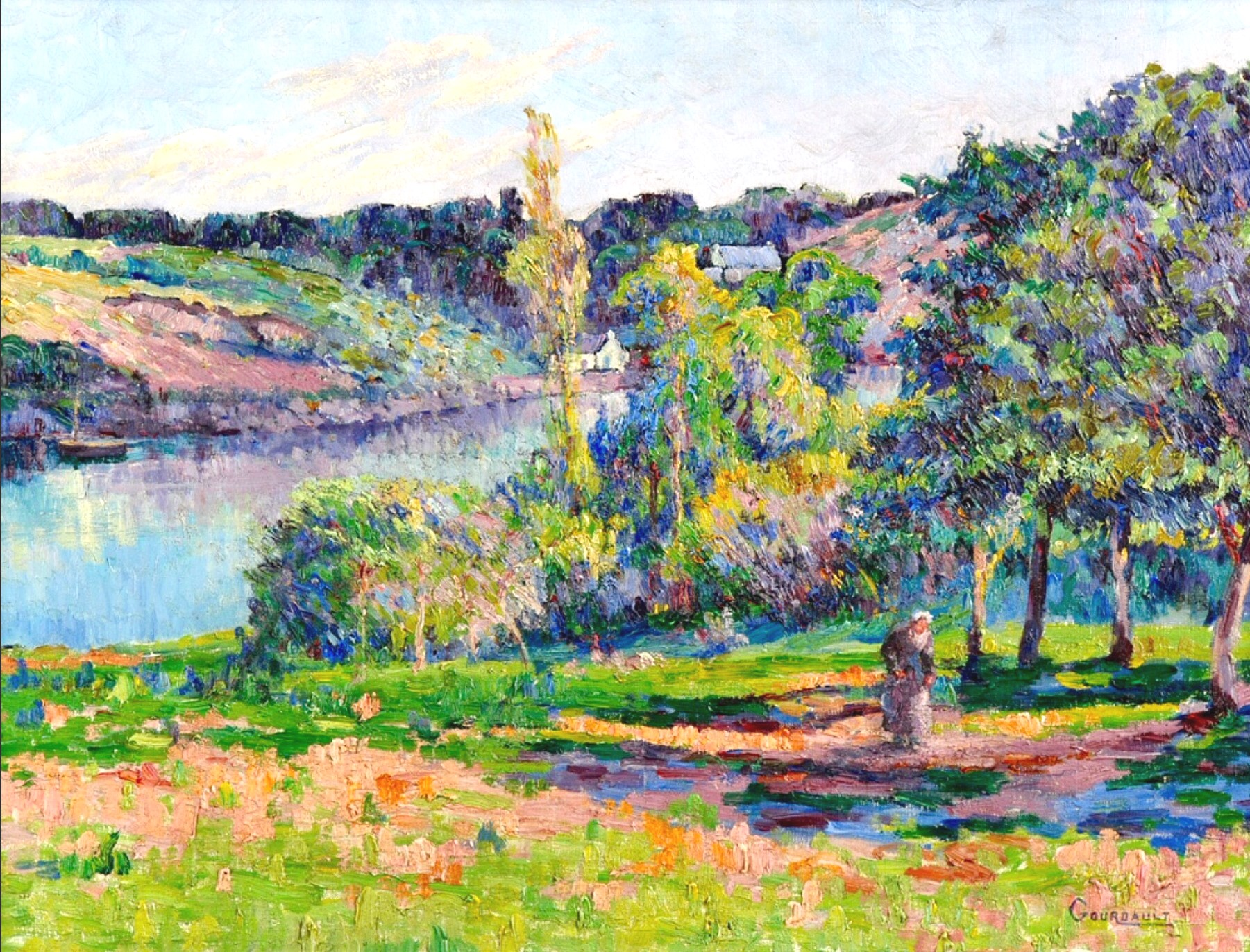
La vallée du Sénéchal, Doëlan, huile sur toile signée en bas à droite (55 x 46 cm).
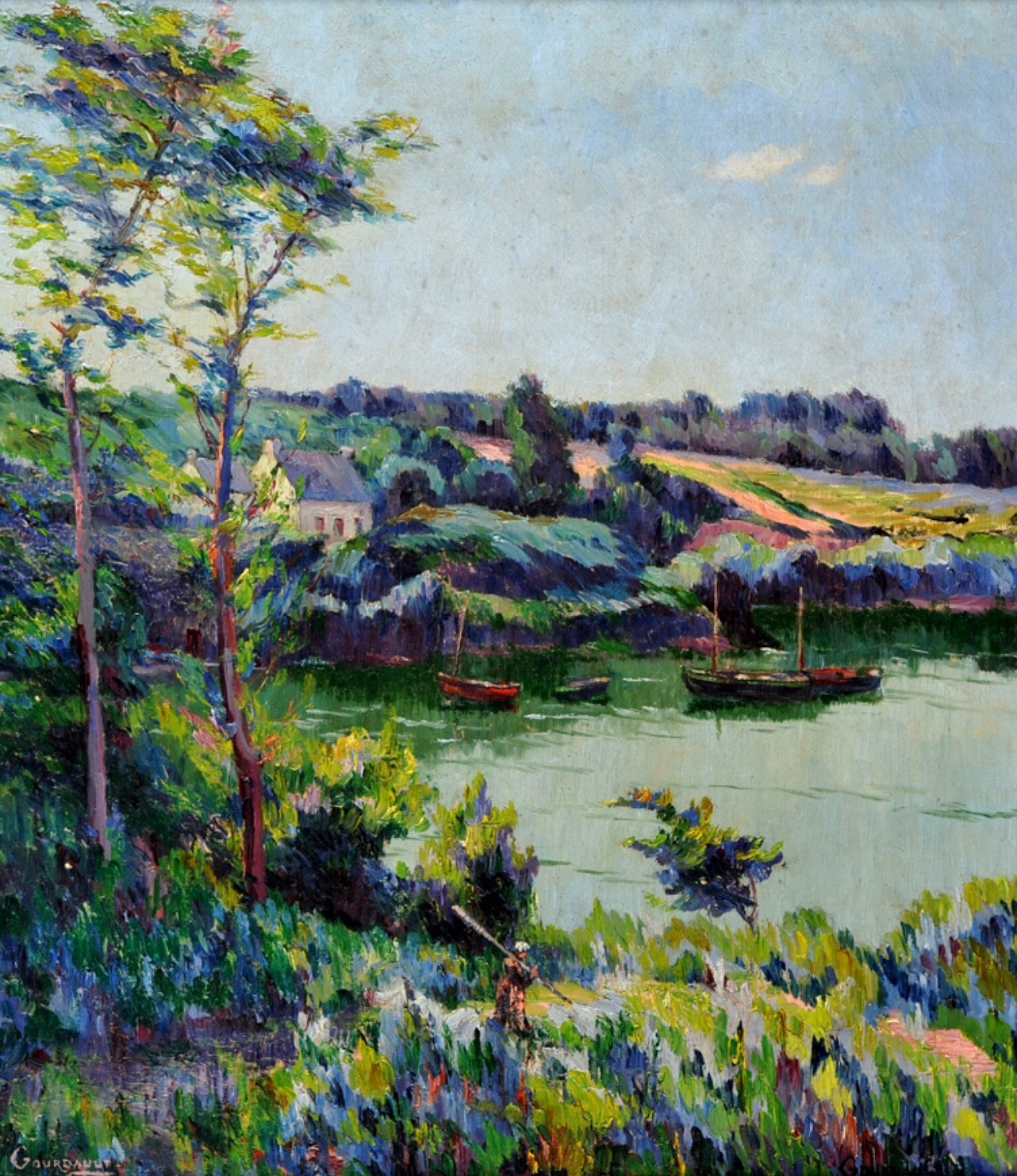
Doëlan, huile sur toile signée en bas à gauche (55 x 46 cm).
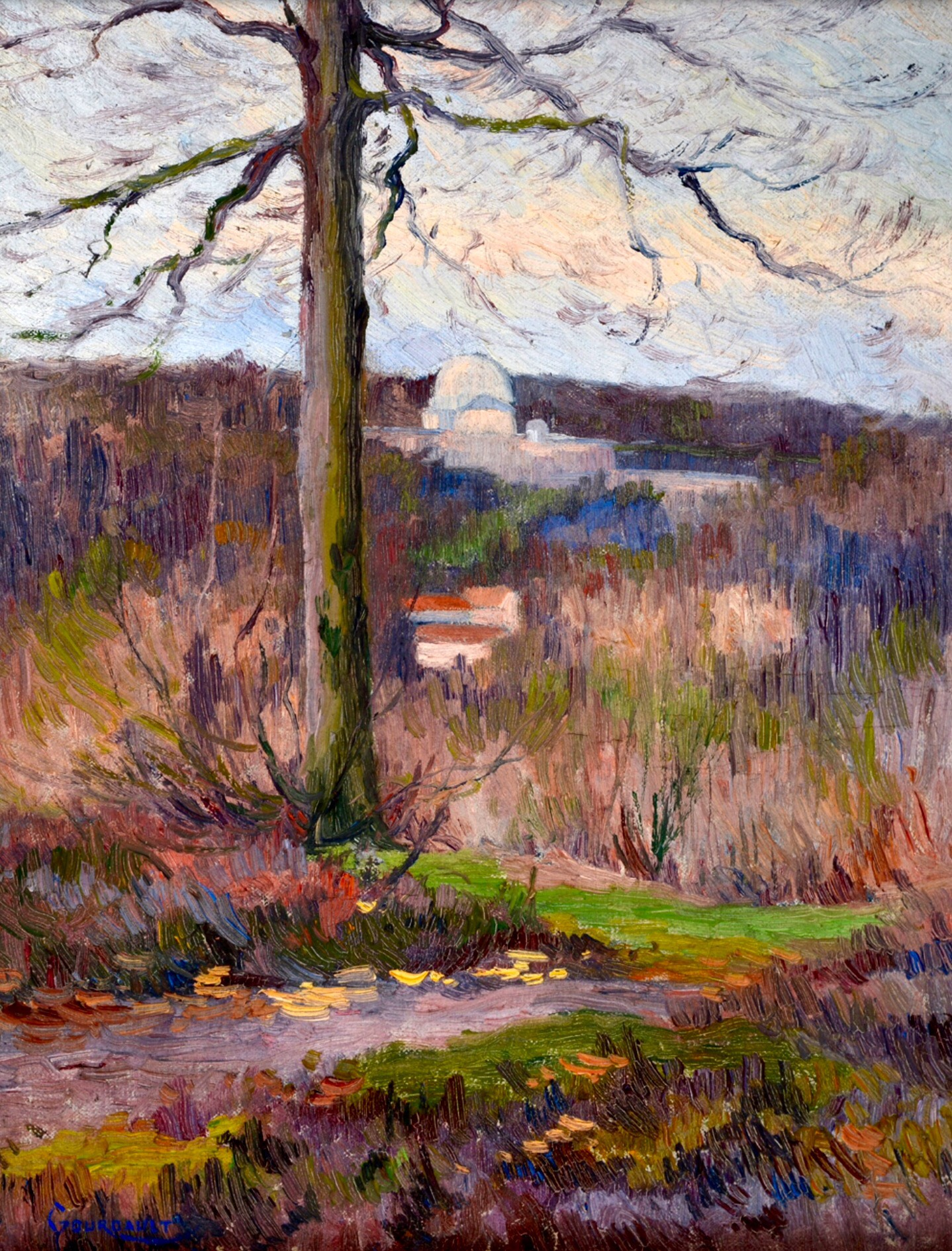
L'Observatoire de Meudon, huile sur toile signée en bas à Gauche (33 x 24 cm).
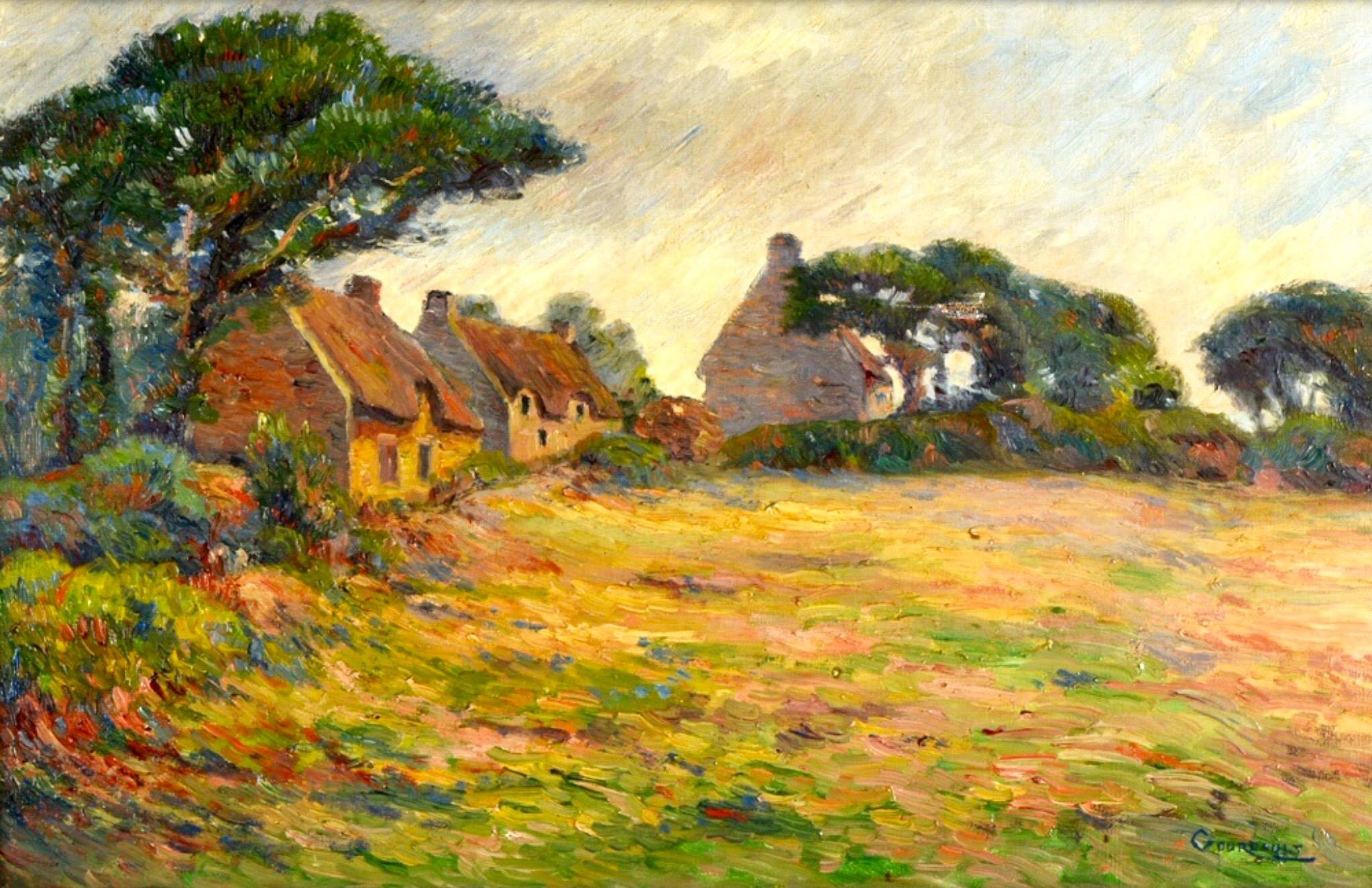
Le village de Kerlagat, Doëlan, huile sur toile signée en bas à droite (55 x 38 cm).
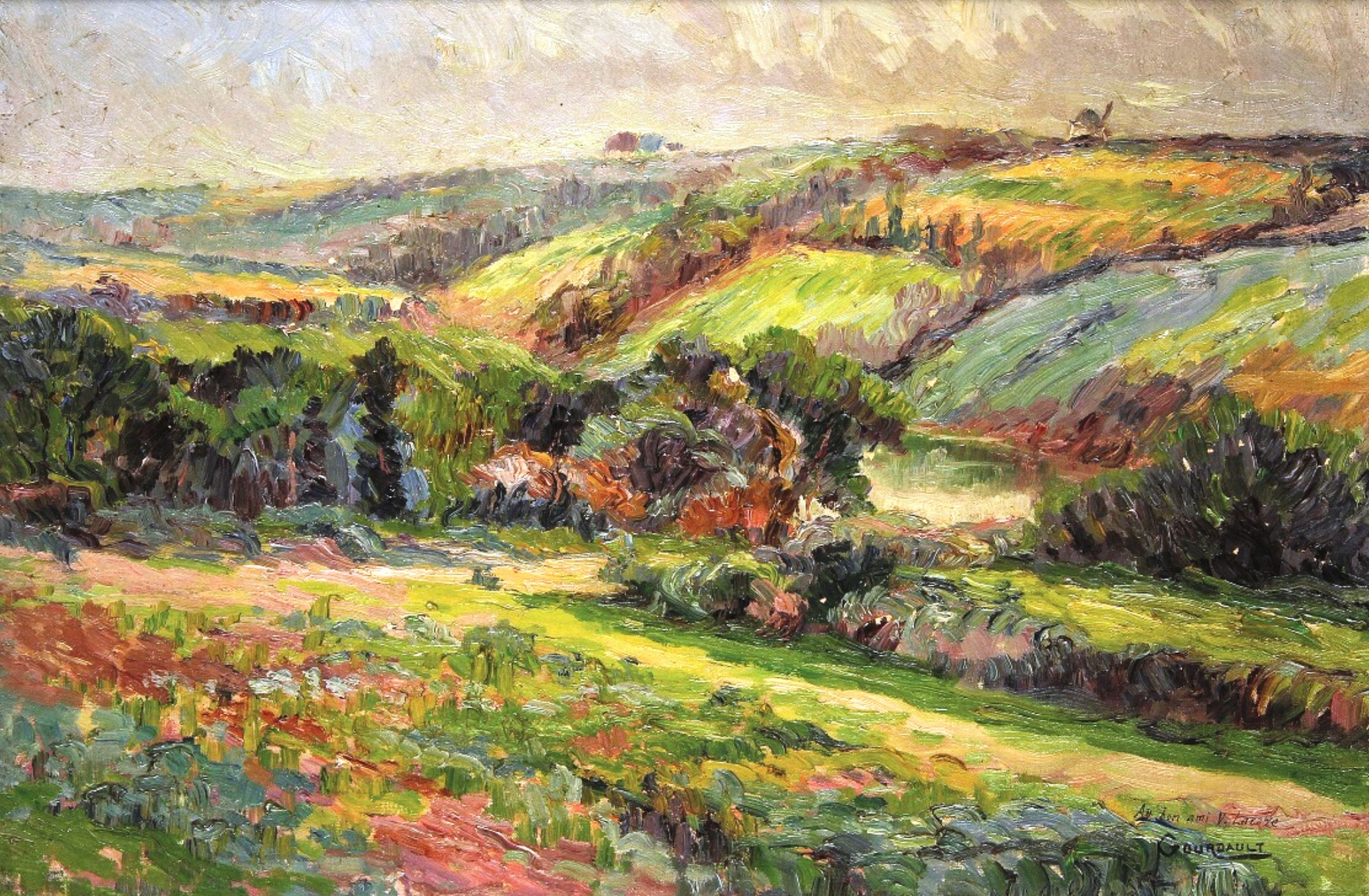
Le moulin du Kercousquet, huile sur toile signée en bas à droite et dédicacée « A mon ami Vital-lacaze » (33 x 46 cm).
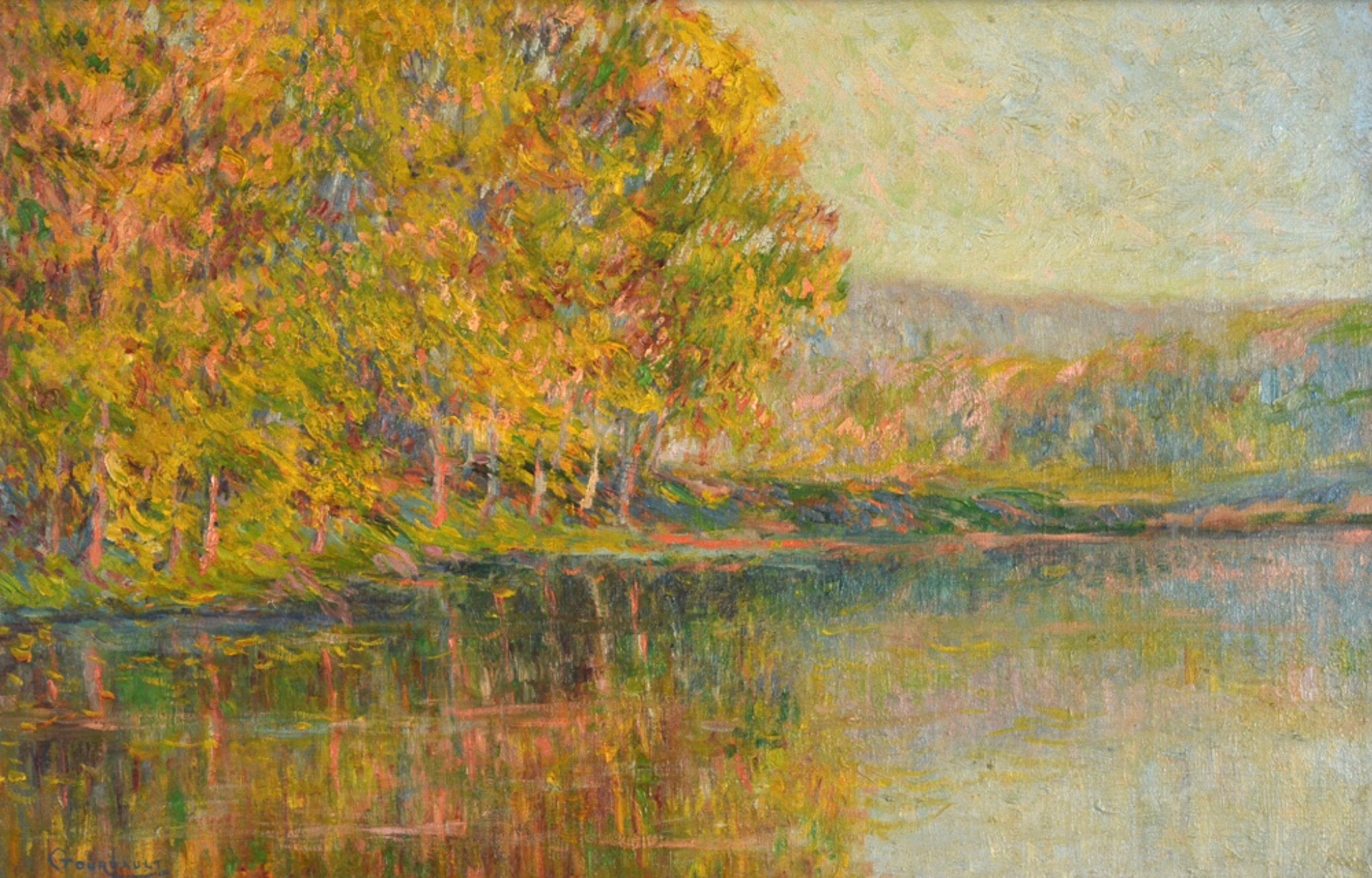
Bord de Seine près de Meudon, huile sur toile signée en bas à Gauche (32.5 x 45,5 cm).
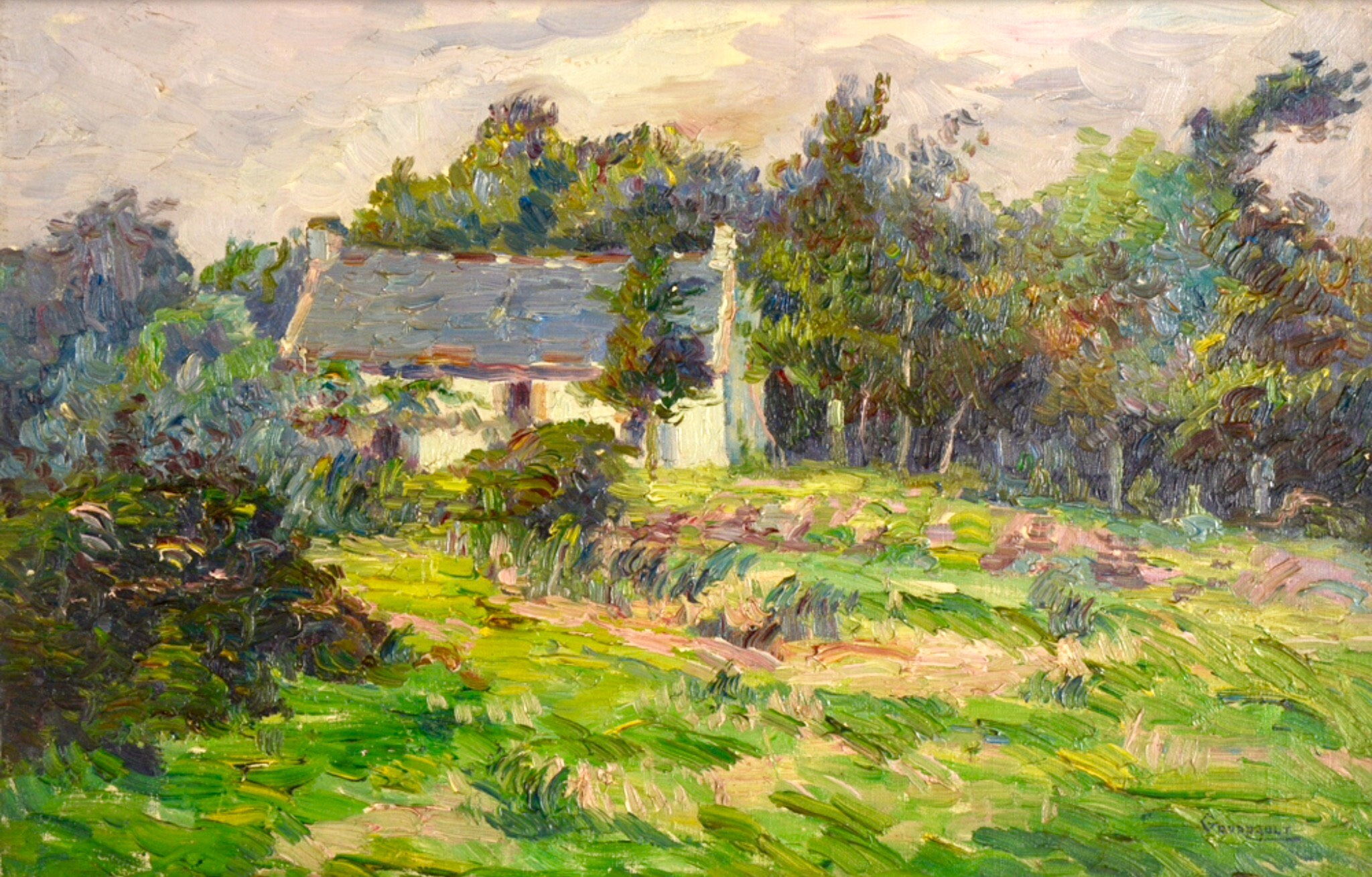
La maison de campagne à Doëlan, huile sur toile signée en bas à droite (46 x 33 cm).
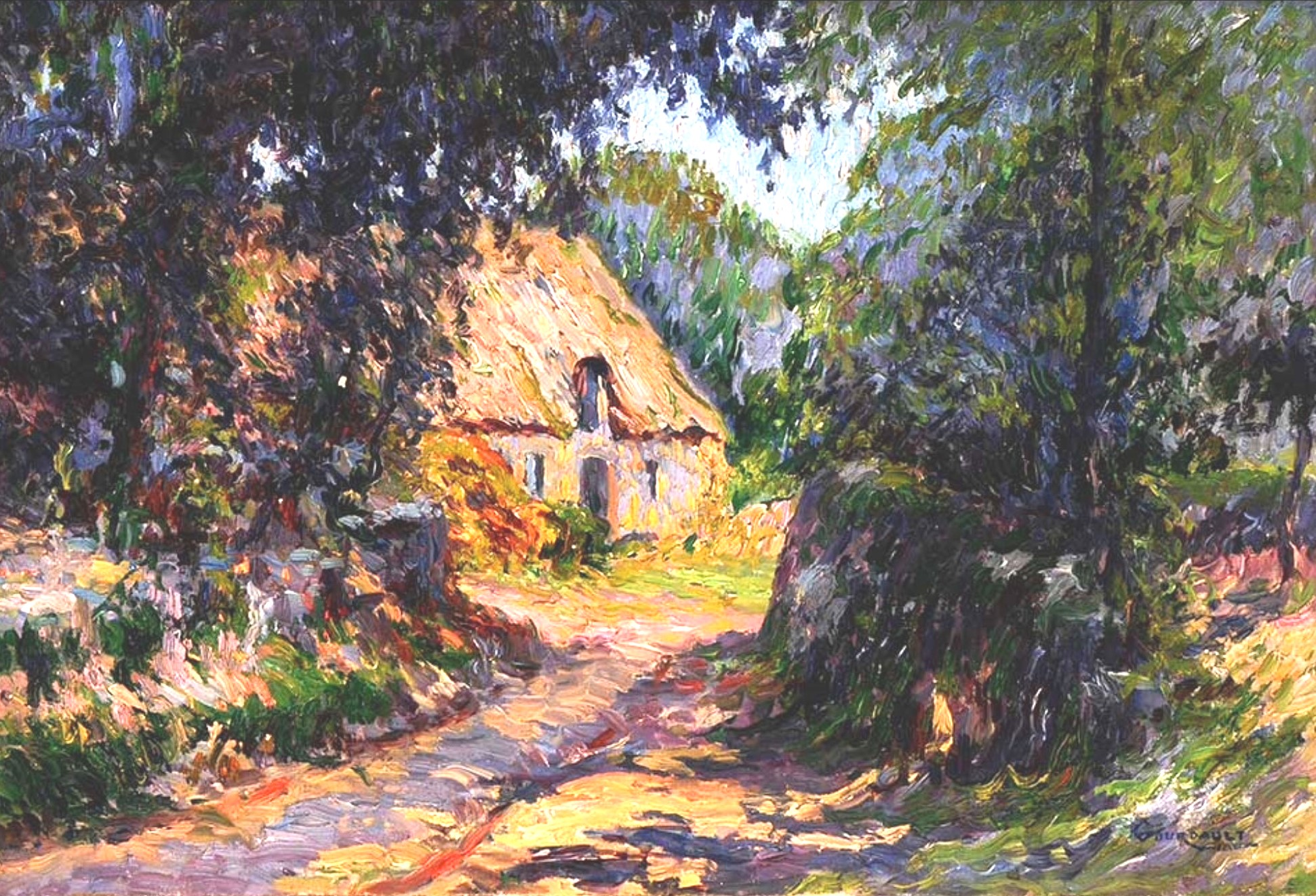
La chaumière, Doëlan, huile sur toile signée en  bas droite (46 x 36 cm).

## Expositions temporaires
- Salon des artistes français, Palais des Champs-Élysées, 1880[11].
- Musée de Versailles 32e édition, 1885, sous le numéro d'inventaire 185, une huile sur toile "Dans le bois de Clamart"
- Doëlan : vues impressionnistes d'Henry Moret et de son ami Marius Gourdault, Maison Marie-Henry, Le Pouldu, juin-septembre 1993.
- Exposition «La Vallée du Sénéchal» été 2009 à Clohars-Carnoët organisée par Mr Victor Mauxion.